# Roberto Bonazzi
Roberto Bonazzi (Gazzaniga, 29 luglio 1971) è un allenatore di calcio ed ex calciatore italiano, di ruolo attaccante, tecnico della Gandinese.

## Carriera

### Giocatore
Fa il suo esordio fra i professionisti nel Leffe, totalizzando 20 presenze ed un gol in Serie C2 nel 1990-1991.
Ha giocato con la maglia dell'AlbinoLeffe dalla stagione 2001-2002 alla stagione 2007-2008. Chiude le carriera da calciatore nel 2009 con la maglia del Pergocrema, club neopromosso in Prima Divisione.

### Allenatore
Appese le scarpette al chiodo, si accomoda sulla panchina della squadra Berretti del team cremasco. Il 17 novembre 2009, a seguito dell'esonero di Claudio Rastelli, subentra insieme ad Alessandro Scanziani alla guida della prima squadra cremasca
, salvo poi venire nuovamente sollevato dall'incarico il 24 gennaio 2010, dopo la sconfitta contro il Varese.
Nel biennio 2011-2013 passa all'Hellas Verona, dove guida la squadra della categoria Allievi, per tornare poi, nel 2013, all'AlbinoLeffe dove da allenatore della Berretti vince lo scudetto di Categoria, mentre in prima squadra ricopre il ruolo di vice-allenatore affiancando Elio Gustinetti e centrando la qualificazione ai play-off di Lega Pro 1ª Divisione.
Il 7 novembre, in seguito all'esonero di Alessio Pala, viene promosso alla guida della prima squadra dell'AlbinoLeffe militante in Lega Pro venendo esonerato dopo tre giornate a causa degli scarsi risultati conseguiti. Nella stagione 2015-2016 allena i bergamaschi della Grumellese, nel campionato di Serie D.
Il 29 giugno 2016 viene ufficializzata la sua nomina a tecnico della Pro Patria per la stagione 2016-2017, nel campionato di Serie D. Il 14 aprile 2017 rassegna le sue dimissioni. Il 5 febbraio 2018 viene ingaggiato dal Seregno, società di Serie D, dove rimane fino a fine stagione. All'inizio della stagione 2019-2020 diventa allenatore dell'Ardor Lazzate, dove rimane anche nella stagione 2020-2021. Il 22 novembre 2021, rassegna le proprie dimissioni.
Nell'estate 2022 assume la guida della Gandinese, che prenderà parte al campionato lombardo di Seconda Categoria. Alla guida dei rossoneri riesce ad eccedere ai playoff e a vincerli, centrando così il salto in Prima Categoria.

## Palmarès

### Giocatore

#### Competizioni nazionali
- Campionato Interregionale: 1

Leffe: 1989-1990
- Coppa Italia Serie C: 1

Albinoleffe: 2001-2002